# قائمة رؤساء جمهورية الكونغو الديمقراطية
التالي قائمة رؤساء جمهورية الكونغو الديمقراطية (جمهورية الكونغو وزائير سابقا) منذ استقلال البلاد في عام 1960. الرئيس الحالي هو فيليكس تشيسكيدي منذ 24 يناير 2019.

## القائمة
الأحزاب السياسية
رموز
§  انتخب بدون معارضة
| No.                                     | الصورة                      | الاسم (الميلاد–الوفاة)        | الانتخابات                  | الفترة                      | الفترة                                  | الفترة                         | الحزب السياسي               |
| No.                                     | الصورة                      | الاسم (الميلاد–الوفاة)        | الانتخابات                  | استلم المنصب                | ترك المنصب                              | المدة                          | الحزب السياسي               |
| جمهورية الكونغو (1960–1971)             | جمهورية الكونغو (1960–1971) | جمهورية الكونغو (1960–1971)   | جمهورية الكونغو (1960–1971) | جمهورية الكونغو (1960–1971) | جمهورية الكونغو (1960–1971)             | جمهورية الكونغو (1960–1971)    | جمهورية الكونغو (1960–1971) |
| --------------------------------------- | --------------------------- | ----------------------------- | --------------------------- | --------------------------- | --------------------------------------- | ------------------------------ | --------------------------- |
| 1                                       |                             | جوزيف كازافوبو (1910–1969)    | 1960                        | 1 يوليو 1960                | 24 نوفمبر 1965 (أطيح به في انقلاب ‏)     | 5 سنوات و146 أيام              | ABAKO                       |
| 2                                       |                             | موبوتو سيسي سيكو (1930–1997)  | 1970 ‏[§]                    | 24 نوفمبر 1965              | 27 أكتوبر 1971                          | 5 سنوات و337 أيام              | عسكري (حتى 1967)            |
|                                         | MPR                         | موبوتو سيسي سيكو (1930–1997)  | 1970 ‏[§]                    | 24 نوفمبر 1965              | 27 أكتوبر 1971                          | 5 سنوات و337 أيام              |                             |
| زائير (1971–1997)                       |                             |                               |                             |                             |                                         |                                |                             |
|                                         |                             | موبوتو سيسي سيكو (1930–1997)  | 1977[§] 1984[§]             | 27 أكتوبر 1971              | 16 مايو 1997 (أطيح به في الحرب الأهلية) | 25 سنوات و201 أيام             | MPR                         |
| جمهورية الكونغو الديمقراطية (1997–الآن) |                             |                               |                             |                             |                                         |                                |                             |
| 3                                       |                             | لوران كابيلا (1939–2001)      | —                           | 17 مايو 1997                | 16 يناير 2001 (اغتيل)                   | 3 سنوات و244 أيام              | مستقل عضو AFDL              |
| 4                                       |                             | جوزيف كابيلا (مواليد 1971)    | —                           | 17 يناير 2001               | 26 يناير 2001                           | 9 أيام                         | مستقل (حتى 2002)            |
|                                         | 2006 ‏ 2011                  | جوزيف كابيلا (مواليد 1971)    | 17 يناير 2001               | 24 يناير 2019               | 18 سنوات و7 أيام                        | حزب الشعب للإعمار والديمقراطية |                             |
| 5                                       |                             | فيليكس تشيسكيدي (مواليد 1963) | 2018 ‏ 2023                  | 24 يناير 2019               | في المنصب                               | 6 سنوات و155 أيام              | UDPS                        |